# Uncut (hudební skupina)
Uncut je kanadská indierocková hudební skupina, která vznikla původně jako duo v roce 2001 v Torontu. Tvořili ji zpěváci a kytaristé Ian Worang a Chris McCann, baskytarista Derek Tokar a bubeník Jon Drew. V letech 2002 a 2004 skupina vydala dvě 12" desky. Již roku 2004 vyšlo její první dlouhohrající album, které bylo mnoha kritiky označeno za nejlepší rockové album z torontské scény za poslední desetiletí. Kapela vydala o dva roky své druhé album a za dalších sedm let třetí.

## Diskografie
Studiová alba
- Those Who Were Hung Hang Here (2004)
- Modern Currencies (2006)
- Infinite Repeats (2013)[2]